# Fred Barrie
Fred R. Barrie (1948) es un botánico estadounidense.
En 1976 obtuvo una BGS en la Universidad de Míchigan. En 1979 obtuvo un BSc en biología en el Metropolitan State College de Denver. En 1981 obtuvo un MSc en botánica en la Universidad Estatal de Washington. En 1990 obtuvo un doctorado en botánica con la tesis de A systematic study of the Mexican and Central American species of Valeriana (Valerianaceae) en la Universidad de Texas en Austin.
Barrie fue adjuntó en el Museo de Historia Natural de Londres. Allí trabajó con Charlie Jarvis en el Linnaean Plant Name Typification Project, que se centró en el mapeo del tipo potencial del material vegetal unido a los cerca de 10.000 nombres botánicos publicados por Carl Linnaeus.
Barrie llega a ser adjunto al Museo Field de Historia Natural de Chicago y el Jardín Botánico de Missouri como asistente curador. Se dedica a la investigación sobre las sistemáticas de Valeriana y otros miembros de la familia Valerianaceae (especialmente en el Nuevo Mundo), Apiaceae, Eugenia (Myrtaceae), los florística de Mesoamérica, nomenclatura botánica (Código Internacional de Nomenclatura Botánica) y la caracterización de Linneo y otros nombres botánicos del siglo XVIII (Linneo Tipificación Proyecto). Examina los florística mesoamericanos bajo el proyecto Flora Mesoamericana, una colaboración entre el Jardín Botánico de Missouri, la Universidad Nacional Autónoma de México y el Museo de Historia Natural de Londres.
Barrie es un miembro de la Sociedad Estadounidense de Taxónomos Vegetales y de la Sociedad Botánica de América. Cuenta con publicaciones a su nombre en revistas como Brittonia y Novon. Se sienta en el consejo de redacción de Systematic Botany como especialista en nomenclatura botánica.
- La abreviatura «Barrie» se emplea para indicar a Fred Barrie como autoridad en la descripción y clasificación científica de los vegetales.[1]